# Cornelis Backer
Jhr. Cornelis Backer (Groningen, 20 november 1798 – Zwolle, 30 juni 1864) was lid van de Tweede Kamer en Commissaris des Konings in Overijssel van 1850 tot 1864.

Dissertatio iuridica de periculo, 1821 (Milano, Fondazione Mansutti).

Backer was een Amsterdamse rechter en Tweede Kamerlid uit een bekend regentengeslacht: de familie Backer. Hij werd in 1830 tot de adelstand verheven met het predicaat jonkheer.

Als voorstander van hervormingen maakte Backer deel uit van de Dubbele Kamer in 1848 en was na 1848 Tweede Kamerlid voor Amsterdam. Hij was representant van de gegoede gematigd liberale Amsterdamse burgerij, die vóór beter toezicht op de overheidsfinanciën was, maar volksinvloed op het bestuur afwees.
Backer werd in 1850 door Thorbecke benoemd tot Commissaris des Konings in Overijssel en bleef dat tien jaar. Hij overleed te Zwolle en ligt begraven op de begraafplaats Bergklooster in Zwolle.

## Larenberg
In 1833 kocht Cornelis Backer meerdere percelen van de Laardereng in Laren om deze tot één geheel te maken. Op het hoogste punt liet hij zijn landhuis bouwen, Larenberg. Het huis werd in 1834 ontworpen door architect J.D. Zocher jr., die ook de bijgebouwen en de parkaanleg ontwierp.

## Noot
1. ↑  'Over Landgoed Larenberg', . Gearchiveerd op 5 februari 2023.

- Biografisch Portaal: 13388219
- Digitale Bibliotheek voor de Nederlandse Letteren: back019
- International Standard Name Identifier: 0000 0003 9628 4716
- Nederlandse Thesaurus van Auteursnamen: 071937072
- Parlement.com: vg09lkxn1pt9
- Virtual International Authority File: 291172346
- WorldCat: E39PBJwMyJRHTQwYFvMRGK7rbd